# Hernandia
Genre
Synonymes
- Biasolettia J.Presl[2]
- Hazomalania Capuron[2],[3]
- Hernandezia Hoffmanns.[2]
- Hernandiopsis Meisn.[2],[3]
- Hertelia Neck.[2],[3]
- Valvanthera C.T.White[2],[3]

Hernandia est un genre de plantes à fleurs de la famille des Hernandiaceae contenant 27 espèces d'arbustes. Les espèces sont réparties sur l'Amérique centrale, l'Asie du Sud-Est, le Nord de l'Océanie et Madagascar.

## Description

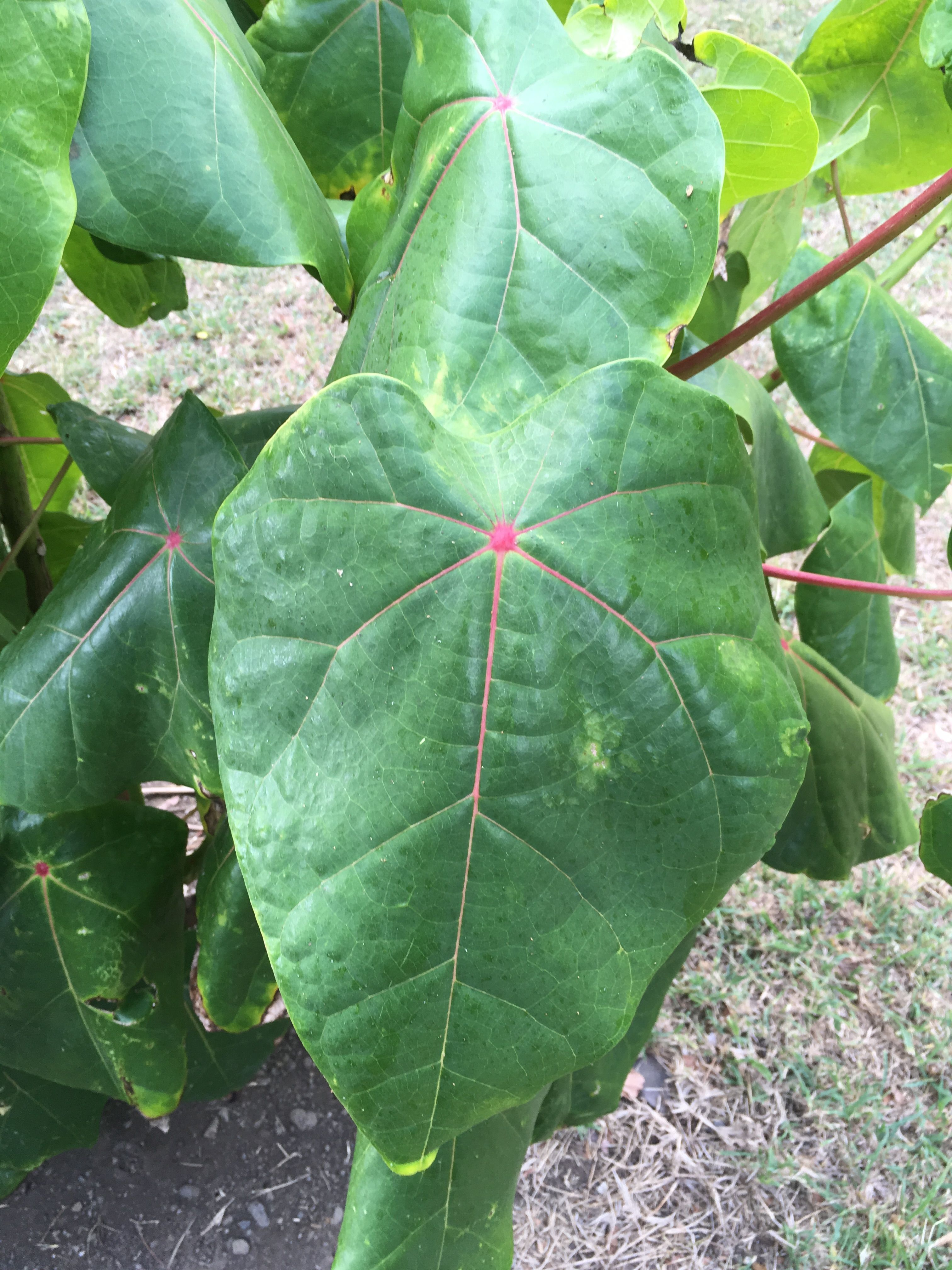
Hernandia nymphaeifolia.

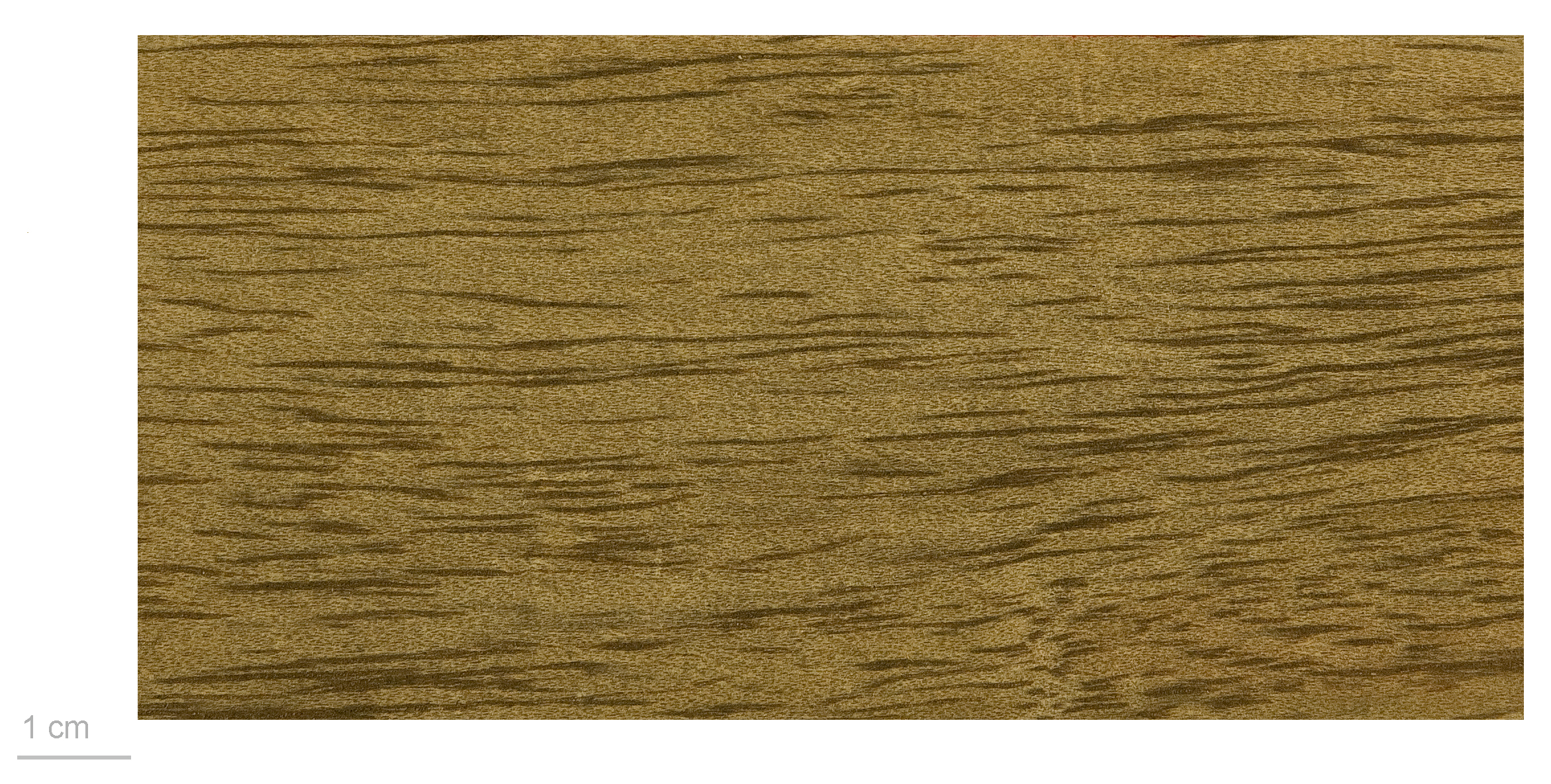
Hernandia cordigera au Muséum de Toulouse.

Les fleurs sont monoïques ; les mâles ont un calice (corolle selon Carl von Linné) cotonneux, à six divisions, dont trois alternes, intérieures et plus petites ; à la base de celles-ci, on observe six glandes brièvement slipitées autour de trois étamines dressées, à filets courts et réunis inférieurement. Les fleurs femelles ont un calice cotonneux et double : l'extérieur infère, court, presque entier ; l'intérieur (corolle selon Linné) supère, à huit divisions caduques, dont quatre alternes, situées extérieurement ; l'ovaire est placé sous le calice intérieur et seulement entouré par l'extérieur ; le style est court, ceint à sa base de quatre glandes stipitées ; le stigmate est large, infundibuliforme ; le fruit est drupacé, à huit côtes saillantes, contenant une noix globuleuse, monosperme, enveloppée par le calice extérieur persistant et considérablement accru après la floraison, comme dans le genre Physalis. Les graines sont huileuses.

## Liste des espèces
Selon Plants of the World online (POWO) (20 novembre 2020) :
- Hernandia albiflora (C.T.White) Kubitzki
- Hernandia beninensis Welw. ex Henriq.
- Hernandia bivalvis Benth.
- Hernandia catalpifolia Britton & Harris
- Hernandia cordigera Vieill.
- Hernandia cubensis Griseb.
- Hernandia didymantha Donn.Sm.
- Hernandia drakeana Nadeaud
- Hernandia guianensis Aubl.
- Hernandia hammelii D'Arcy
- Hernandia jamaicensis Britton & Harris
- Hernandia labyrinthica Tuyama
- Hernandia lychnifera Grayum & N.Zamora
- Hernandia mascarenensis (Meisn.) Kubitzki
- Hernandia moerenhoutiana Guill.
- Hernandia nukuhivensis F.Br.
- Hernandia nymphaeifolia (C.Presl) Kubitzki
- Hernandia obovata O.C.Schmidt
- Hernandia olivacea Gillespie
- Hernandia ovigera L.
- Hernandia rostrata Kubitzki
- Hernandia sonora L.
- Hernandia stenura Standl.
- Hernandia stokesii (F.Br.) Kubitzki
- Hernandia temarii Nadeaud
- Hernandia voyronii Jum.
- Hernandia wendtii Espejo